# Tyler Ennis (hockeista su ghiaccio)
Tyler Foster Ennis (Edmonton, 6 ottobre 1989) è un ex hockeista su ghiaccio canadese professionista, di ruolo centro.

## Palmarès

### Club
- Western Hockey League: 1

Medicine Hat: 2006-2007

### Nazionale
- Campionato mondiale di hockey su ghiaccio: 1

Rep. Ceca 2015
- Campionato mondiale di hockey su ghiaccio Under-20: 1

Canada 2009

### Individuale
- Dudley "Red" Garrett Memorial Award: 1

2009-2010
- AHL All-Rookie Team: 1

2009-2010
- AHL All-Star Classic: 1

2010
- WHL East First All-Star Team: 2

2007-2008, 2008-2009